# Bandeira de Anajás
A Bandeira de Anajás é um dos símbolos oficiais de Anajás, município do Pará.

## Descrição
Seu desenho consiste em um retângulo dividido horizontalmente em duas partes iguais, sendo a inferior verde e a superior branca. No centro da bandeira há um disco branco sobre o qual está o brasão municipal.